# Granitsparv
Granitsparv (Emberiza socotrana) är en tätting i familjen fältsparvar som enbart förekommer på ön Sokotra i Indiska oceanen.

## Utseende och läte
Granitsparven är med sina 13 centimeter i kroppslängd en relativt liten fältsparv. Huvudet är strimmigt i svart och vitt, ovansidan rödbrun och undersidan vit med rödaktig anstrykning på bröstet. I flykten syns ett vitaktigt band tvärs över nedre delen av ryggen. Liknande zebrasparven (E. tahapisi) har mörka vingtäckare, svart strupe, mörkare undersid och saknar det vita bandet över ryggen. Sången är en hög och tunn vissling som ibland upprepas två eller tre gånger, följt av ett mjukt gurglande läte.

## Utbredning och systematik
Fågeln häckar enbart i höglänta områden på ön Sokotra utanför Jemen, där vid ett 15-tal lokaler varav de flesta i bergskedjan Hagghier och i bergsområden på västligaste delen av ön. Vintertid verkar den röra sig till lägre nivåer, där flockar har observerats i kustområden på västra och norra delen av ön.Den behandlas som monotypisk, det vill säga att den inte delas in i några underarter.

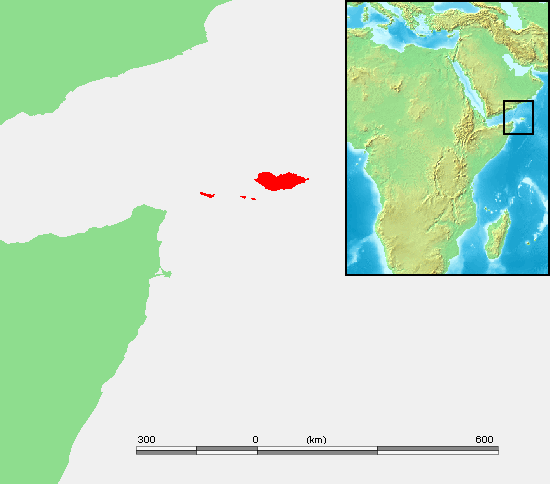
Sokotras läge utanför Afrikas horn och söder om Jemen.

### Släktestillhörighet
Den placeras traditionellt i släktet Emberiza, men vissa taxonomiska auktoriteter har nu delat upp Emberiza i flera mindre släkten. Granitsparven och övriga afrikanska fältsparvar bryts ut till släktet Fringillaria.

## Levnadssätt
Granitsparven häckar i höglänta områden, troligen vid mellan 500 och 1.200 meters höjd, i oländig terräng med klippor och klippblock i närheten av granittoppar (därav namnet). Kunskapen om dess föda är begränsad, men den har setts inta olika sorters frön. Varken ägg eller bo finns beskrivna. Möjligen är den delvis en kolonihäckare efter observationer av sjungande hanar i november. Häckningssäsongen tros sträcka sig från november till februari.

## Status
Fram till och med 2016 kategoriserade internationella naturvårdsunionen IUCN arten som sårbar (VU) på basis av det mycket begränsade utbredningsområdetr. Med tanke på att beståndet verkar stabilt och att det i nuläget saknas några direkta hot mot arten behandlas den sedan 2017 i stället som nära hotad. Världspopulationen uppskattas till cirka 3.800 individer.